# 前程路
前程路是中华人民共和国上海市浦东新区的一条街道，东西走向。前程路东起沪南路，西至锦绣路，全长1公里。

## 周边建筑物
- 中国浦东干部学院
- 浦东图书馆

## 交会道路（东向西）
- 沪南路

白莲泾桥
- 锦绣路